# 中橫快速公路
中橫快速公路是中華民國政府規劃中的一條快速公路，計劃連接南投縣埔里鎮和花蓮縣吉安鄉。

## 歷史
- 1986年1月，臺灣省公路局開始辦理中橫快速公路可行性研究（埔里—花蓮）[1]。
- 1990年3月，完成可行性研究報告[2]。
- 1991年8月，中華民國交通部發函指示將本計畫自埔里延伸至草屯，以銜接第二高速公路[1]。
- 1994年2月，時任行政院長連戰根據中華民國台灣省公路局的規劃提出了包括中橫快速公路在内的十二項建設，不過遭到時任二位總統府資政李國鼎和高玉樹的反對而作罷，改為在嘉義縣修建新中橫公路[3]。同年3月，交通部召開「研商12項建設規劃中部橫貫公路會議」，指示交由國工局續辦第二階段可行性研究。[1]
- 1998年1月，第二階段可行性研究報告經陳報行政院之核定後略以：「本計畫分為兩段辦理，霧峰至埔里段為配合中部地區觀光與運輸需求，應儘速提前完工，請繼續辦理綜合規劃，陳報核准後再進行細部設計，並研究本路段獎勵民間參與之可行性」；埔里至花蓮段因尚存地熱、斷層、岩爆、湧水等不確定因素，請繼續評估後另案陳報核定。[1]
- 2022年，行政院加速因921大地震後之災區重建及提振南投地區產業發展，將霧峰至埔里段計畫納入「挑戰2008：國家發展重點計畫」。[1]
- 2003年7月本路段建設計畫奉行政院核定，並改為國道6號南投段建設計畫，並於2004年1月動工興建、2009年3月21日全線通車。[1]

## 計劃路線
中橫快速公路計劃在現有的台8線中橫公路南側以隧道接橋梁的方式修建，計劃分為南北兩個方案，北線從楓林口、霧社、到廬山通過隧道穿越能高山，經花蓮銅門到南華車站一帶，將減少五個小時的行車時間；南線從武界通過卓社大山抵達木瓜溪，向西北抵達花蓮南郊。兩方案均銜接計畫中的國道五號花東高速公路。

## 工程難度
北線需要在能高山修建15.5公里長的隧道，工程難度大，南線則埔里至武界為山稜阻隔，需要另開隧道。且中央山脈東側地質複雜，橋隧工程大，其中北線的勘探結果顯示需要修建三、四十公里的隧道群，需經費1596億新台幣。

## 另見
- 台14線
- 國道6號
- 花東快速公路